# Olympische Sommerspiele 1960/Leichtathletik – 4 × 100 m (Männer)
Die 4-mal-100-Meter-Staffel der Männer bei den Olympischen Spielen 1960 in Rom wurde am 7. und 8. September 1960 im Stadio Olimpico ausgetragen. In neunzehn Staffeln nahmen 78 Athleten teil.
Olympiasieger wurde die deutsche Staffel in der Besetzung Bernd Cullmann, Armin Hary, Walter Mahlendorf und Martin Lauer.

Silber errang die Mannschaft der Sowjetunion mit Gusman Kossanow,  Leonid Bartenew,  Juri Konowalow und Edwin Osolin.

Das Team aus Großbritannien gewann Bronze in der Besetzung Peter Radford, David Jones, David Segal und Nick Whitehead.
Die Schweizer Staffel konnte sich für das Halbfinale qualifizieren, scheiterte dort jedoch als Vierte. Eine österreichische Mannschaft nahm nicht teil.

## Rekorde

### Bestehende Rekorde

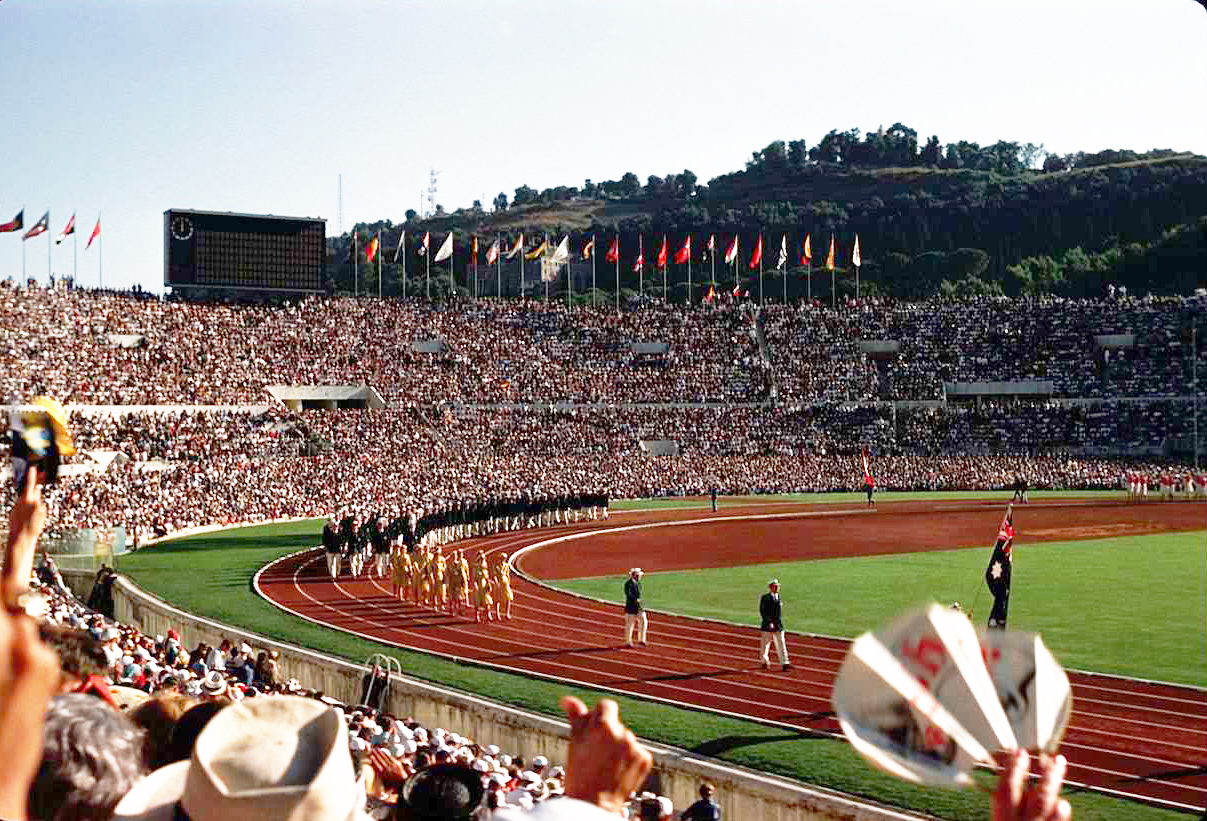
Das Olympiastadion während der Eröffnungsfeier

| Weltrekord         | 39,5 s | USA (Ira Murchison, Leamon King, Thane Baker, Bobby Morrow)                      | Finale OS Melbourne, Australien | 1. Dezember 1956 |
| Weltrekord         | 39,5 s | BR Deutschland (Manfred Steinbach, Martin Lauer, Heinz Fütterer, Manfred Germar) | Köln, BR Deutschland            | 29. August 1958  |
| Olympischer Rekord | 39,5 s | USA (Ira Murchison, Leamon King, Thane Baker, Bobby Morrow)                      | Finale OS Melbourne, Australien | 1. Dezember 1956 |

### Rekordegalisierungen
Die siegreiche deutsche Staffel egalisierte den bestehenden Olympia- und gleichzeitig Weltrekord von 39,5 s in der jeweils identischen Besetzung mit Bernd Cullmann, Armin Hary, Walter Mahlendorf und Martin Lauer zweimal: zunächst im Vorlauf am 7. September und dann auch im Finale am 8. September.

## Durchführung des Wettbewerbs
Neunzehn Staffeln traten am 7. September zu vier Vorläufen an. Die jeweils ersten drei Mannschaften – hellblau unterlegt – qualifizierten sich für das Halbfinale. Aus den beiden Vorentscheidungen am 8. September erreichten ebenfalls die jeweils ersten drei Teams – wiederum hellblau unterlegt – das Finale am selben Tag.

## Zeitplan
7. September, 16.10 Uhr: Vorläufe

8. September, 15.15 Uhr: Halbfinale

8. September, 18.10 Uhr: Finale

## Vorläufe
Datum: 7. September 1960, ab 16:10 Uhr

### Vorlauf 1
| Platz | Staffel        | Besetzung                                                                | Offizielle Zeit handgestoppt | Inoffizielle Zeit elektronisch |
| ----- | -------------- | ------------------------------------------------------------------------ | ---------------------------- | ------------------------------ |
| 1     | Großbritannien | Peter Radford David Jones David Segal Nick Whitehead                     | 40,1 s                       | 40,27 s                        |
| 2     | Sowjetunion    | Gusman Kossanow Leonid Bartenew Juri Konowalow Edwin Osolin              | 40,2 s                       | 40,39 s                        |
| 3     | Schweiz        | Peter Laeng Heinz Müller Werner Schaufelberger Sebald Schnellmann        | 40,8 s                       | 40,92 s                        |
| 4     | Irak           | Jassim Karim Kuraishi Khudhir Zalata Fahmi Falih Mahmoud Ghanim          | 41,7 s                       | 41,87 s                        |
| 5     | Thailand       | Boonsong Arjtaweekul Prajim Wongsuwan Paiboon Vacharaban Suthi Manyakass | 42,0 s                       | 42,19 s                        |

### Vorlauf 2
| Platz | Staffel     | Besetzung                                                           | Offizielle Zeit handgestoppt | Inoffizielle Zeit elektronisch |
| ----- | ----------- | ------------------------------------------------------------------- | ---------------------------- | ------------------------------ |
| 1     | Italien     | Armando Sardi Pier Giorgio Cazzola Salvatore Giannone Livio Berruti | 40,0 s                       | 40,16 s                        |
| 2     | Nigeria     | James Omagbemi Abdul Amu Smart Akraka Adebayo Oladapo               | 40,1 s                       | 40,25 s                        |
| 3     | Venezuela   | Horacio Esteves (Vorlauf) Lloyd Murad Emilio Romero Rafael Romero   | 41,0 s                       | 41,11 s                        |
| 4     | Philippinen | Remegio Vista Isaac Gómez Enrique Bautista Rogelio Onofre           | 41,4 s                       | 41,55 s                        |
| DSQ   | Uganda      | Aggrey Awori Gadi Ado Erasmus Amukun Jean Baptiste Okello           |                              |                                |

### Vorlauf 3
| Platz | Staffel      | Besetzung                                                                     | Offizielle Zeit handgestoppt | Inoffizielle Zeit elektronisch |
| ----- | ------------ | ----------------------------------------------------------------------------- | ---------------------------- | ------------------------------ |
| 1     | Deutschland  | Bernd Cullmann Armin Hary Walter Mahlendorf Martin Lauer                      | 39,5 s WRe/ORe               | 39,61 s                        |
| 2     | Griechenland | Ioannis Komitoudis Konstantinos Lolos Leonidas Kormalis Nikolaos Georgopoulos | 41,6 s                       | 41,81 s                        |
| 3     | Pakistan     | Abdul Malik Muhammad Ramzan Ali Ghulam Raziq Abdul Khaliq                     | 42,5 s                       | 42,67 s                        |
| DSQ   | Polen        | Marian Foik Janusz Jarzembowski Józef Szmidt Jerzy Juskowiak                  |                              |                                |

### Vorlauf 4
| Platz | Staffel     | Besetzung                                                     | Offizielle Zeit handgestoppt | Inoffizielle Zeit elektronisch |
| ----- | ----------- | ------------------------------------------------------------- | ---------------------------- | ------------------------------ |
| 1     | USA         | Frank Budd Ray Norton Stone Johnson Dave Sime                 | 39,7 s                       | 39,87 s                        |
| 2     | Kanada      | Lynn Eves George Short Terry Tobacco Harry Jerome (Vorlauf)   | 42,1 s                       | 42,27 s                        |
| 3     | Japan       | Keiji Ogushi Hirotada Hayase Takayuki Okazaki Hiroshi Shibata | 42,4 s                       | 42,60 s                        |
| 4     | Afghanistan | Ali Zaid Abdul Ghafar Ghafoori Habib Sayed Abdul Hadi Shekaib | 44,4 s                       | 44,53 s                        |
| DSQ   | Frankreich  | Paul Genevay Jocelyn Delecour Abdoulaye Seye Claude Piquemal  |                              |                                |

## Halbfinale
Datum: 8. September 1960, ab 15:15 Uhr

### Lauf 1
| Platz | Staffel        | Besetzung                                                                                        | Offizielle Zeit handgestoppt | Inoffizielle Zeit elektronisch |
| ----- | -------------- | ------------------------------------------------------------------------------------------------ | ---------------------------- | ------------------------------ |
| 1     | Deutschland    | Bernd Cullmann Armin Hary Walter Mahlendorf Martin Lauer                                         | 39,7 s                       | 39,88 s                        |
| 2     | Venezuela      | Clive Bonas (Halbfinale/Finale) Lloyd Murad Emilio Romero Rafael Romero                          | 40,3 s                       | 40,49 s                        |
| 3     | Großbritannien | Peter Radford David Jones David Segal Nick Whitehead                                             | 40,5 s                       | 40,63 s                        |
| 4     | Kanada         | Lynn Eves George Short Terry Tobacco Sig Ohlemann (Halbfinale) im Vorlauf außerdem: Harry Jerome | 41,1 s                       | 41,27 s                        |
| 5     | Japan          | Keiji Ogushi Hirotada Hayase Takayuki Okazaki Hiroshi Shibata                                    | 42,2 s                       | 42,39 s                        |
| DSQ   | Nigeria        | James Omagbemi Abdul Amu Smart Akraka Adebayo Oladapo                                            |                              |                                |

### Lauf 2
| Platz | Name         | Nation                                                                        | Offizielle Zeit handgestoppt | Inoffizielle Zeit elektronisch |
| ----- | ------------ | ----------------------------------------------------------------------------- | ---------------------------- | ------------------------------ |
| 1     | USA          | Frank Budd Ray Norton Stone Johnson Dave Sime                                 | 39,7 s                       | 39,67 s                        |
| 2     | Italien      | Armando Sardi Pier Giorgio Cazzola Salvatore Giannone Livio Berruti           | 40,2 s                       | 40,29 s                        |
| 3     | Sowjetunion  | Gusman Kossanow Leonid Bartenew Juri Konowalow Edwin Osolin                   | 40,2 s                       | 40,30 s                        |
| 4     | Schweiz      | Peter Laeng Heinz Müller Werner Schaufelberger Sebald Schnellmann             | 40,9 s                       | 41,06 s                        |
| 5     | Griechenland | Ioannis Komitoudis Konstantinos Lolos Leonidas Kormalis Nikolaos Georgopoulos | 41,7 s                       | 41,90 s                        |
| 6     | Pakistan     | Abdul Malik Muhammad Ramzan Ali Ghulam Raziq Abdul Khaliq                     | 42,8 s                       | 42,99 s                        |

## Finale
Datum: 8. September 1960, 18:10 Uhr
| Platz | Name           | Nation | Offizielle Zeit handgestoppt | Inoffizielle Zeit elektronisch |
| ----- | -------------- | --- | ---------------------------- | ------------------------------ |
| 1     | Deutschland    | Bernd Cullmann Armin Hary Walter Mahlendorf Martin Lauer                                                     | 39,5 s WRe/ORe               | 39,66 s                        |
| 2     | Sowjetunion    | Gusman Kossanow Leonid Bartenew Juri Konowalow Edwin Osolin                                                  | 40,1 s                       | 40,24 s                        |
| 3     | Großbritannien | Peter Radford David Jones David Segal Nick Whitehead                                                         | 40,2 s                       | 40,32 s                        |
| 4     | Italien        | Armando Sardi Pier Giorgio Cazzola Salvatore Giannone Livio Berruti                                          | 40,2 s                       | 40,33 s                        |
| 5     | Venezuela      | Clive Bonas (Halbfinale/Finale) Lloyd Murad Emilio Romero Rafael Romero im Vorlauf außerdem: Horacio Esteves | 40,7 s                       | 40,83 s                        |
| DSQ   | USA            | Frank Budd Ray Norton Stone Johnson Dave Sime                                                                | Wechselmarke überlaufen      | Wechselmarke überlaufen        |

Favorit war die US-Staffel, die eindeutig die besten Einzelläufer aufzuweisen hatte. Der deutschen Mannschaft wurden gute Chancen eingeräumt, besonders als sie in der ersten Runde den Weltrekord einstellte. Das deutsche Team hatte allerdings verletzungsbedingte Probleme, da ihr designierter Schlussläufer Manfred Germar nicht eingesetzt werden konnte. Zur Ermittlung des Ersatzmanns finden sich in den Quellen unterschiedliche Angaben. Eine Darstellung beschreibt, dass es ein Ausscheidungsrennen gab zwischen Manfred Steinbach und Martin Lauer, das der Hürdenweltrekordler Lauer für sich entschied. In einer anderen Quelle wird dazu ausgesagt, dass dieses Ausscheidungsrennen zwar geplant gewesen sei, Steinbach jedoch verzichtet und damit den Weg für Mahlendorf frei gemacht habe.
Im Finale lief Bernd Cullmann als Startläufer der deutschen Mannschaft stark und brachte seine Staffel sogar leicht in Führung. Beim ersten Wechsel der US-Mannschaft von Frank Budd auf Ray Norton kam es zu Problemen. Norton, der sogar leicht abbremste, übernahm den Staffelstab klar hinter der Wechselzone. Armin Hary baute den Vorsprung der Deutschen auf der Gegengeraden aus, doch in der Kurve kam US-Läufer Stone Johnson fast an Walter Mahlendorf heran. Zu Beginn der Zielgeraden führte Lauer knapp vor Dave Sime, der jedoch einen der schnellsten Schlussläufe hinlegte. Die US-Staffel überquerte die Ziellinie in 39,4 Sekunden (elektronisch 39,59 s). Aber der Wechselfehler war hier bereits angezeigt und führte zur Disqualifikation, es gab somit keinen neuen Weltrekord. Deutschland wurde Olympiasieger und egalisierte den bestehenden Weltrekord noch einmal. Die Sowjetunion gewann Silber und Großbritannien nahm den Bronzeplatz ein.
Nach sieben US-Staffelsiegen in Folge gab es erstmals seit 1912 keine Medaille für die USA.

Es war Deutschlands erster Olympiasieg in der 4-mal-100-Meter-Staffel.

Armin Hary war mit dem Staffelsieg der erste deutsche Leichtathlet mit zwei Goldmedaillen.

## Video
- 4X100 METRI OLIMPIADI ROMA 1960, youtube.com, abgerufen am 13. Oktober 2017